# Kerševan
Kerševan je priimek v Sloveniji, ki ga je po podatkih Statističnega urada Republike Slovenije na dan 1. januarja 2010 uporabljalo 165 oseb.

## Znani nosilci priimka
- Ana Kerševan (* 1979), pravnica, generalna državna odvetnica
- Borut Paul Kerševan (* 1974), matematični fizik
- Damjana Kerševan, arhitektka
- Erik Kerševan (* 1974), pravnik, univ. prof.
- Ida Kerševan (1909—1996), biologinja, redovna predstojnica Notredamskih sester
- Karel Kerševan (1902—1995), misijonar lazarist
- Katarina Kerševan (* 1976), elektrotehnica, jadralka
- Marcel Kerševan (1907—1994), lazarist-misijonski graditelj
- Marija (Justa) Kerševan (1904—1949), redovnica - šolska sestra (Trst)
- Marko Kerševan (* 1942), sociolog, religiolog, univerzitetni profesor
- Nada Kerševan, folkloristka (etnološka zbiralka)
- Nuša Kerševan (1930—), ekonomistka in političarka
- Peter Kerševan (1938—2024), arhitekt in publicist, prof.
- Rudi Kerševan (* 1941), pesnik, pisatelj, aforist
- Silvan Kerševan (1941—2012), glasbeni šolnik in organizator
- Simon Kerševan, arhitekt, fotograf
- Tanja Kerševan, raziskovalka medijskih in komunikacijskih politik
- Vekoslav K(e)rševan, policijski komisar/inšpektor v Mb & Lj
- Tom Kerševan (* 1970), večmedijski/konceptualni umetnik

## Tuji znani nosilci priimka (slov. porekla)
- Alessandra Kersevan (poitalijančen priimek) (*1950), italijanska zgodovinarka iz Tržiča
- Otokar Keršovani (1902–1941), hrvaško-jugoslovanski novinar, publicist